# Hondenzweepworm
De hondenzweepworm (Trichuris vulpis) is een parasitaire rondworm, die bij honden kan voorkomen. De vrouwtjes zijn 65–70 mm en de mannetjes 48–56 mm lang. Het voorste gedeelte tot en met de slokdarm is smaller dan het achterste, dikkere gedeelte, waardoor ze op een zweep lijken. De vrouwtjes hebben een stomp eind en de mannetjes een gekruld eind. De citroenvormige, bruine eieren zijn 80×40 μm groot en hebben aan de polen verdikte dekseltjes. Ze leven van de uitscheidingen van het slijmvlies, waar ze met de voorkant in vastgeschroefd zitten.

## Levenscyclus

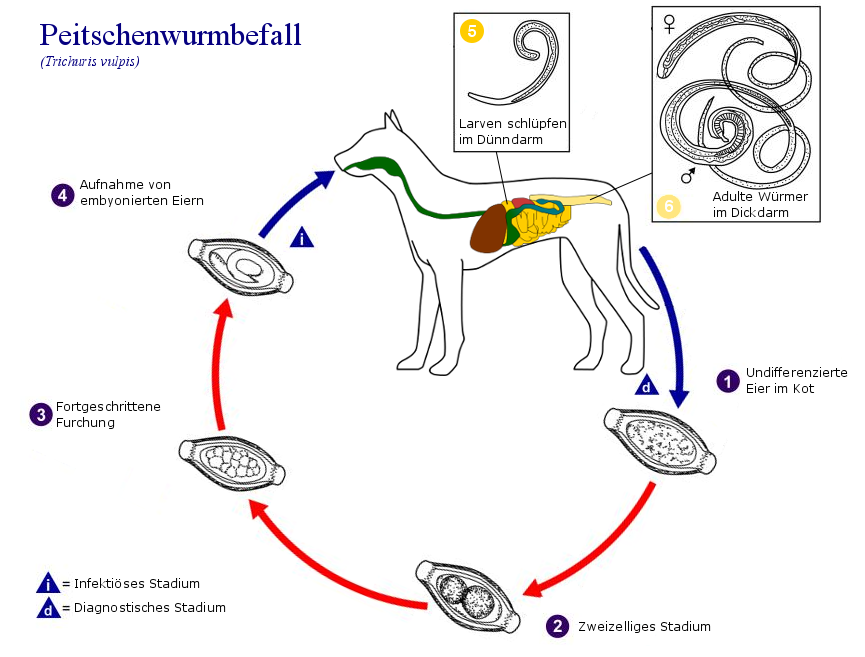

Voor het voltooien van de levenscyclus van de hondenzweepworm is geen tussengastheer nodig. De eieren worden met de ontlasting van geïnfecteerde dieren verspreid. In het ei ontwikkelen zich, afhankelijk van de omgevingstemperatuur, in 2-4 weken de infectieuze L1-larven. De L1-larve kan onder gunstige omstandigheden tot zeven jaar infectieus blijven. Zodra het ei met de infectieuze L1-larve is opgegeten, worden de bipolaire dekseltjes verteerd en komen de L1-larven in de dunne darm en blindedarm uit het ei. De L1-larven dringen het slijmvlies binnen via de Crypts of Lieberkühn in de dikke darm. Gedurende de volgende 9 weken ondergaan de larven in het slijmvlies vier vervellingen (L2, L3, L4, L5) naar het volwassen stadium. Het dikkere achterste derde deel van de volwassen rondworm komt vervolgens door het slijmvliesoppervlak in de darmholte, terwijl het dunne, voorste twee derde deel in het slijmvlies blijft zitten. Volwassen rondwormen kunnen worden gevonden in de blinde darm, de dikke darm en de endeldarm. De volwassen rondwormen kunnen 4 tot 5 maanden in leven blijven.

## Diagnose
Infectie van deze parasiet kan worden vastgesteld door de eieren in de ontlasting van de hond. Volwassene hondenzweepworm vrouwtjes kunnen meer dan 2.000 eieren per dag produceren. Deze eieren kunnen worden gevonden in de ontlasting van de hond door de fecale drijfmethode. Deze methode maakt gebruik van de verschillen in soortelijk gewicht van eieren, fecale resten en de vloeibare oplossing. Hoewel deze eieren een dichte structuur hebben, kan het gebruik van de juiste fecale drijftechniek met behulp van een suikeroplossing en centrifugatie de kansen vergroten om deze eieren in een fecaal monster te vinden. Mogelijk moeten meerdere fecale monsters worden getest, omdat de eieren met tussenpozen kunnen worden gelegd.

## Behandeling
Infectie met de hondenzweepworm kan worden behandeld met verschillende geneesmiddelen, waaronder febantel, fenbendazol, milbemycin, moxidectin (tegenwoordig) en oxantel. Honden moeten drie maanden lang  behandeld worden met een behandeling per maand vanwege de lange prepatente (voor dat symptomen zichtbaar worden) periode van deze parasiet. Er zijn ook maandelijkse preventieve behandelingen die kunnen worden toegepast. Dit zijn meestal een van de bovengenoemde geneesmiddelen in combinatie met een hartworm preventiemiddel. Het verwijderen van uitwerpselen met de Trichuris-eieren is erg belangrijk om herbesmetting te voorkomen.